# Kuda-Höhlen

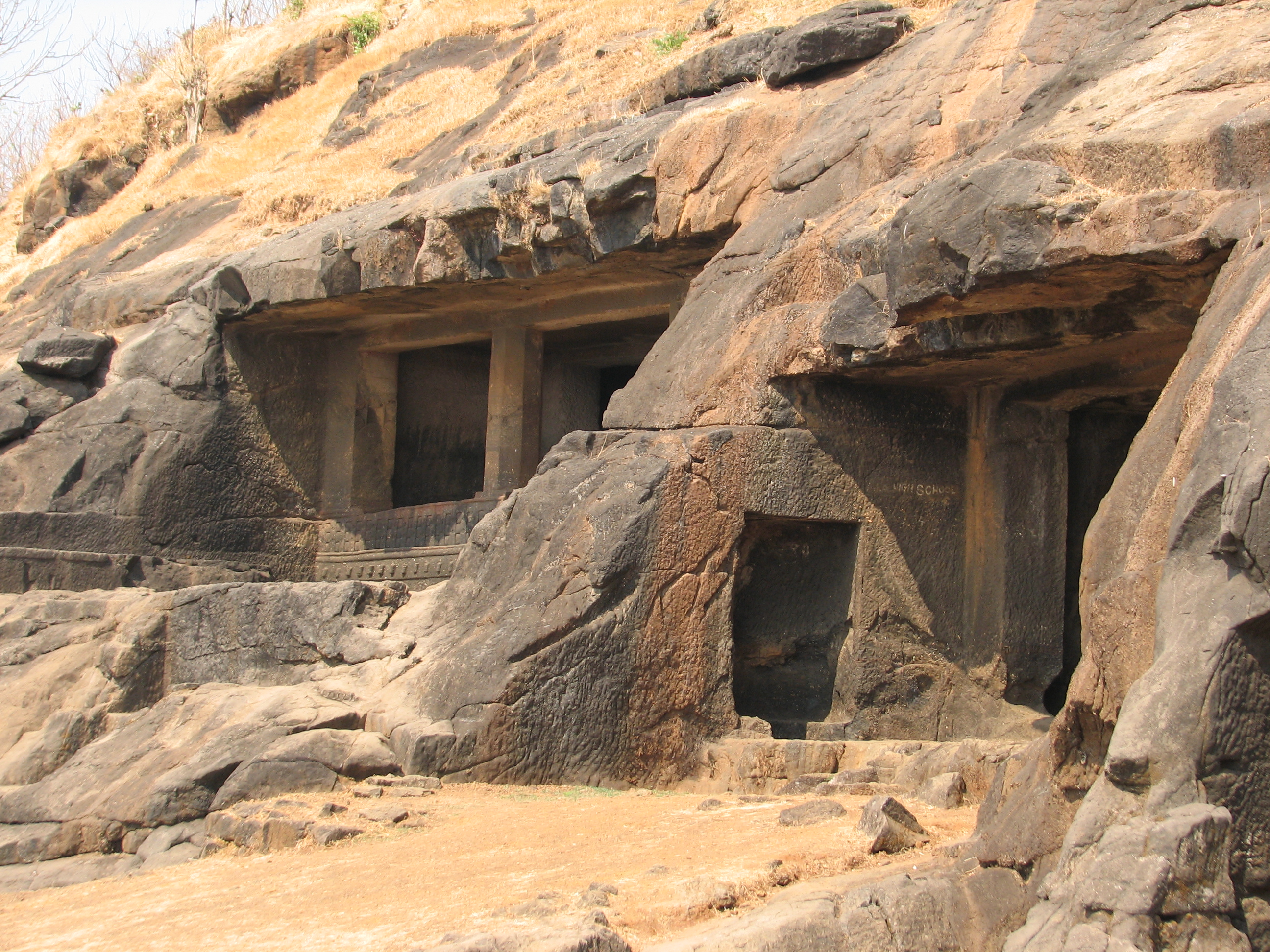
Kuda-Höhlenkloster

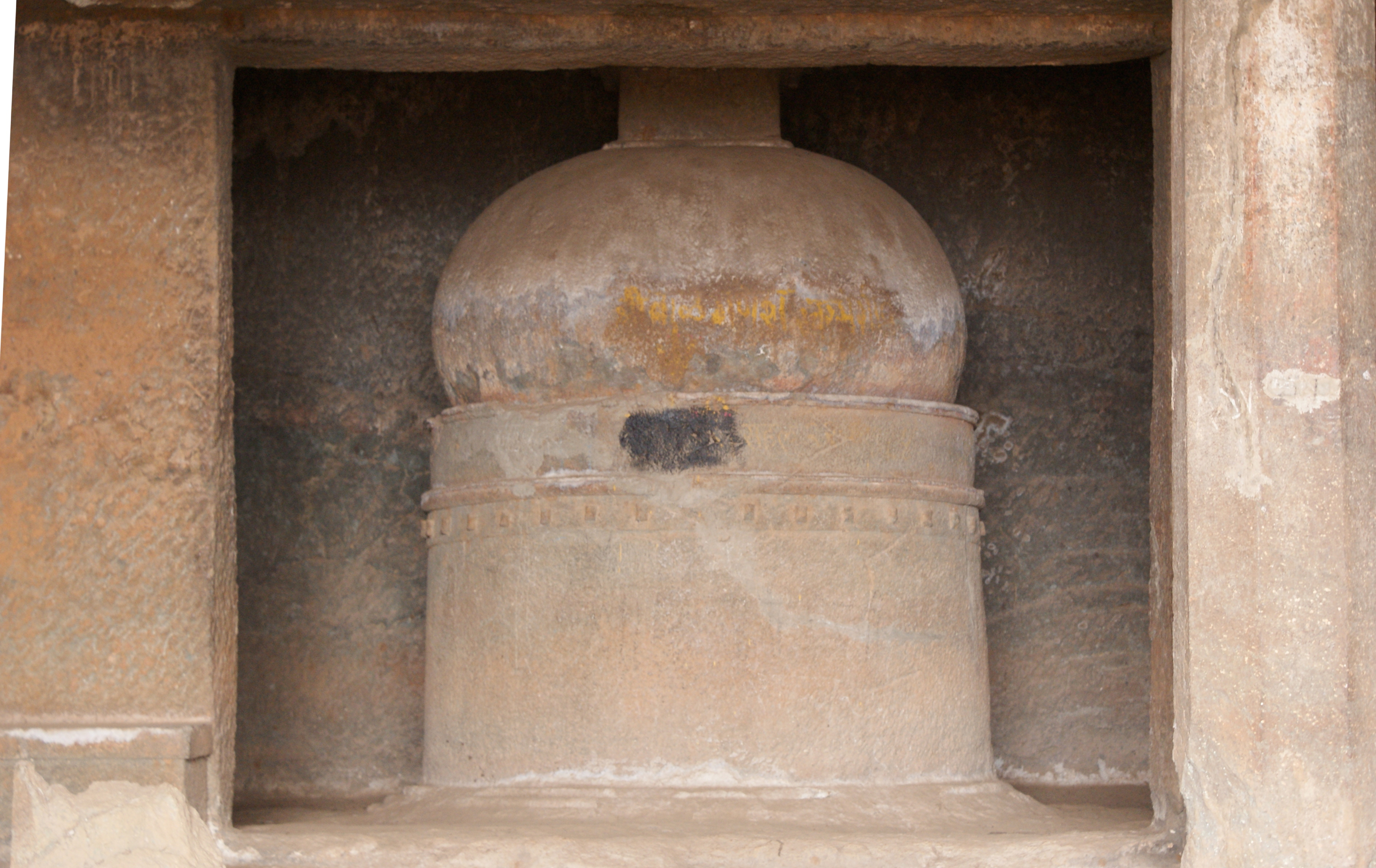
Stupa der Kulthalle (chaitya)

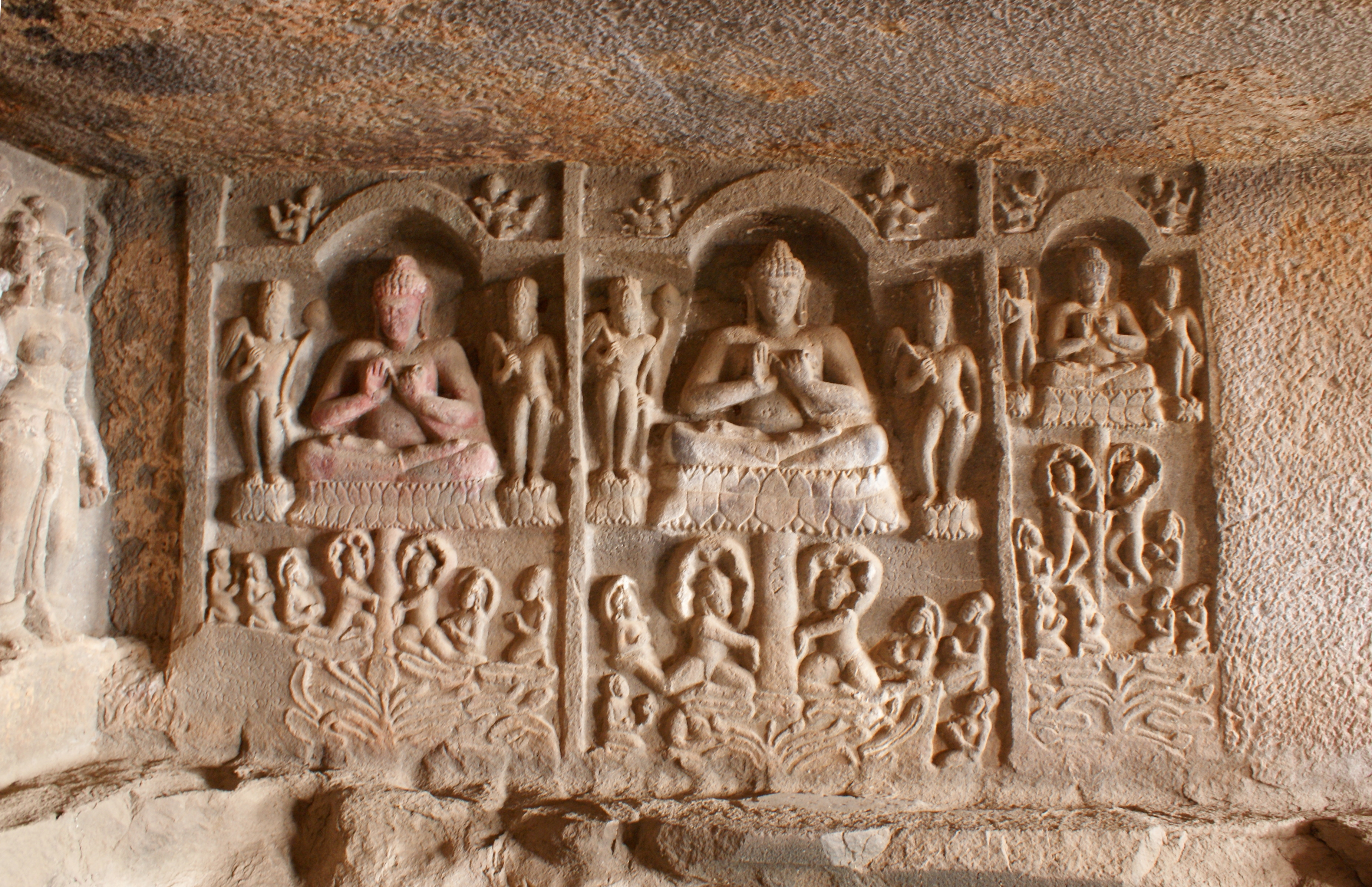
Wandreliefs

Das buddhistische Kuda-Höhlenkloster liegt bei der ehemaligen Hafenstadt Mandad im Raigad-Distrikt nahe der Küste der Arabischen See im Westen des indischen Bundesstaats Maharashtra.

## Lage
Die nur selten besuchten Kuda-Höhlen befinden sich in den felsigen Ausläufern der Westghats im Westen des indischen Subkontinents in einer Höhe von ca. 60 m. Bis nach Mumbai sind es gut 130 km (Fahrtstrecke) in nordwestlicher Richtung. Das für die Geschichte Maharashtras bedeutsame Raigad-Fort befindet sich etwa 75 km östlich.

## Geschichte
Die Ursprünge des Kuda-Höhlenklosters werden ins 1. Jahrhundert v. Chr. datiert (Hinayana-Buddhismus), wenngleich spätere Veränderungen in Form von Figurenschmuck nicht zu übersehen sind (Mahayana-Buddhismus).

## Architektur und Ornamentik
Das Kloster umfasst ca. 26 Höhlen. Zentrum der Anlage ist eine ursprünglich eher schlichte und nicht gewölbte Kulthalle (chaitya) mit einem Stupa-Bereich an ihrem Ende. Die Wände der Halle wurden in der Mahayana-Periode mit feingearbeiteten Reliefs versehen, die wiederholt den auf einer geöffneten Lotosblüte sitzenden und die Hände im Lehrgestus (dharmachakra mudra) haltenden Buddha zeigen; hinzu kommen Diener mit Fliegenwedeln und andere untergeordnete Figuren.
Neben der Haupthalle befindet sich eine weitere Höhle mit einem (stark beschädigten) Wächterelefanten links des Eingangs.